# Kim Hyeon-woo
Kim Hyeon-woo (kor. 김현우; ur. 6 listopada 1988 w Wŏnju) – południowokoreański zapaśnik walczący w stylu klasycznym, mistrz olimpijski, mistrz świata.
Największym jego sukcesem jest złoty medal igrzysk olimpijskich w Londynie w kategorii 66 kg i brązowy medal w Rio de Janeiro 2016 w kategorii 75 kg.
Zdobył złoty medal mistrzostw świata w 2013. Mistrz igrzysk azjatyckich w 2014, trzeci w 2018 i piąty w 2022. Złoty medal na mistrzostwach Azji w 2010, 2013, 2014, 2015 i 2019. Drugi w Pucharze Świata w 2011, trzeci w 2012 i szósty w 2014 roku.
Chorąży ekipy podczas ceremonii zamknięcia igrzysk w 2016. Absolwent Kyungnam University w Masan.